# 岡村泰孝
岡村 泰孝（おかむら やすたか、1929年6月13日 - 2011年12月22日）は、大阪市生まれの戦後第17代検事総長。弁護士。位階は正三位。

## 略歴
- 住吉中学、旧制大阪高校卒業。
- 1953年4月
  - 京都大学法学部卒業。
  - 司法修習生（7期）
  - 検事任官（大阪地方検察庁検事）
- 1968年 司法研修所教官。
- 1980年6月 東京地方検察庁特別捜査部に就任。
- 1981年12月 那覇地方検察庁検事正に就任。
- 1983年 公安調査庁次長に就任。
- 1984年11月 法務大臣官房長に就任。
- 1985年12月 法務省刑事局長に就任。
- 1988年6月 法務事務次官に就任。
- 1990年6月 次長検事に就任。
- 1991年12月 東京高等検察庁検事長に就任。
- 1992年5月 筧榮一の後任として、検事総長に就任。
- 1993年12月 退官。後任は吉永祐介
- 1994年2月 弁護士登録。第一東京弁護士会所属
- 1997年
  - 5月 東京歯科大学監事に就任。
  - 1997年6月 トヨタ自動車社外監査役に就任。
- 2001年11月3日 叙勲一等授瑞宝章[1]。
- 2003年6月 三井物産社外監査役に就任。
- 2011年12月22日、大動脈瘤破裂のため死去[2]。82歳没。叙正三位

## 人物
法務省刑事局長在任中
- 1987年5月10日、帝銀事件で死刑が確定していた平沢貞通が執行されずに病死したことに関して記者会見を開き、「死刑の裁判確定後、32年経過したが、その間、17回に及ぶ再審請求と5回にわたる恩赦の出願がなされたこともあって、諸般の事情を検討しつつ今日に至った」との談話を発表した[3]。

検事総長在任中
- 1992年10月30日午後1時、札幌高等検察庁検事長の佐藤道夫が同年9月29日付の朝日新聞に「検察官の役割とは何か」と題する文章を投稿したことに関し、佐藤を最高検察庁に呼び出して口頭注意した。東京佐川急便事件の捜査処理に対する内部批判であるとの誤解を招きかねないことから、注意をしたと見られている[4]。
- 検事総長を勇退する際、三ケ月章法務大臣に対し「今後は、全幅の信頼を置いている吉永次期総長にまかせたい」と語った[5]。

## 担当事件
東京地検特捜部長在任中
- 石油ヤミカルテル事件
- 協同飼料事件

検事総長在任中
- 東京佐川急便事件